# Dinastia Zhou (690–705)

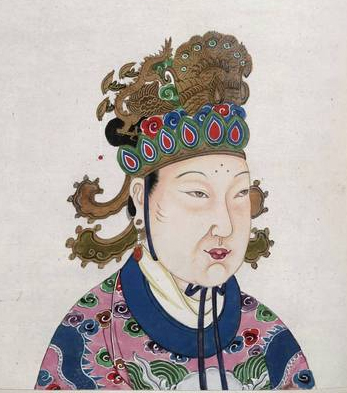
Imperador Wu Zetian

Wu Zhou (em chinês:  武周), conhecido oficialmente como Zhou ([dʒoʊ]; em chinês:  周), também chamado de dinastia de Zhou do sul (em chinês:  南周), segunda dinastia de Zhou ou dinastia de Zhou restaurada, foi uma Dinastia chinesa que existia entre 690 e 705, quando Wu Zhao governou como huangdi (imperador).